# Örlogsfartyget vid Kastellholmen

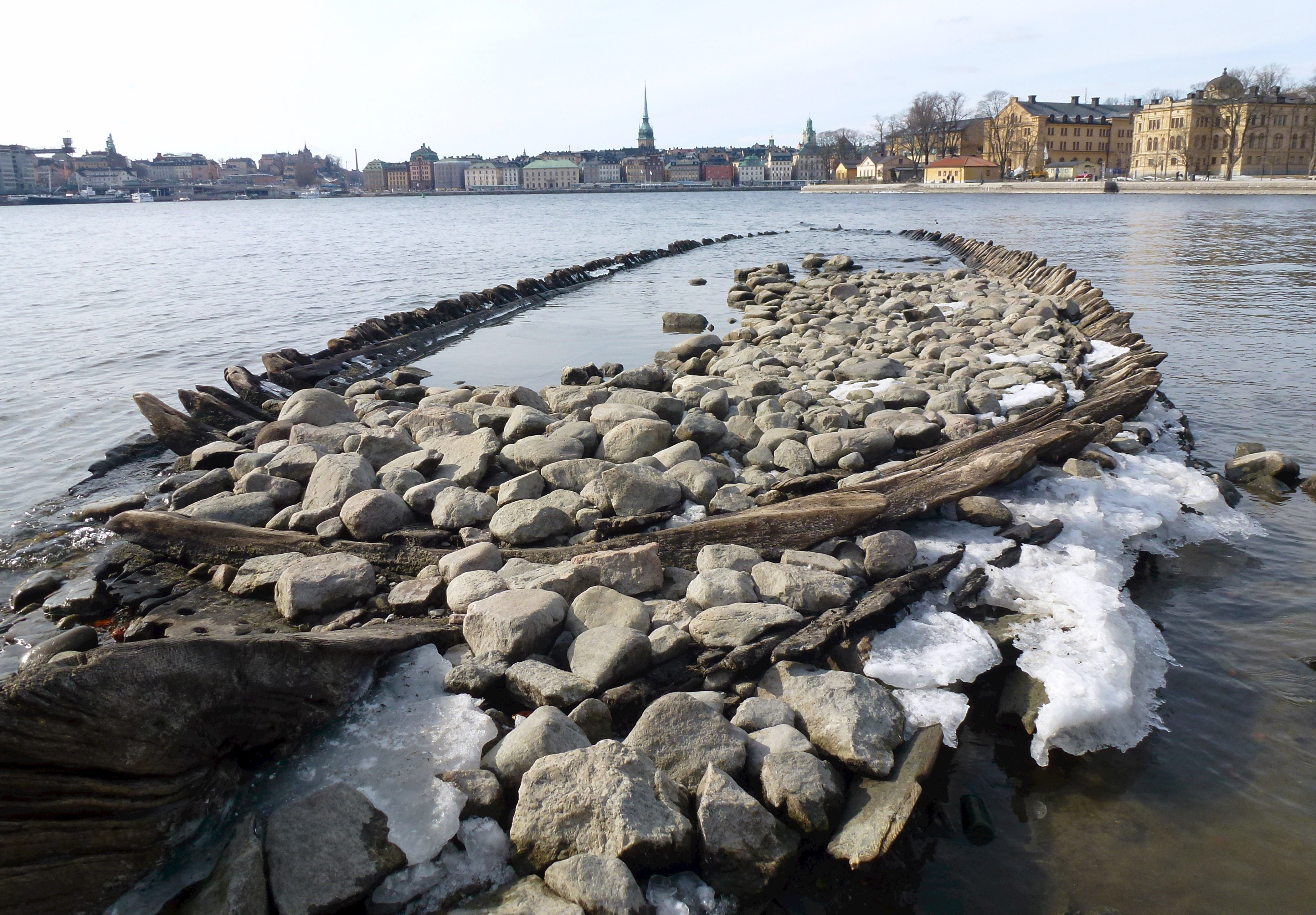
Vraket i mars 2013.

Örlogsfartyget vid Kastellholmen, eller Kastellholmsvraket, är ett skeppsvrak som ligger utanför Kastellholmen i Stockholm. Vraket tros vara resterna av det danska örlogsfartyget Grå ulven (Graa Ulv).  Skeppet byggdes 1642 i Neustadt in Holstein och erövrades av svenskarna i slaget vid Ebeltoftviken den 23 juli 1659.

## Bakgrund
På sjöbottnen runt Skeppsholmen och Kastellholmen ligger ett stort antal gamla vrak från Sveriges stormaktstid.  Enligt Andreas Olsson, chef för Sjöhistoriska museets arkeologiska enhet, är två av dem antagligen så kallade prisvrak från 1600-talet, alltså skepp som erövrats av svenska flottan under strider till sjöss.

## Vraket

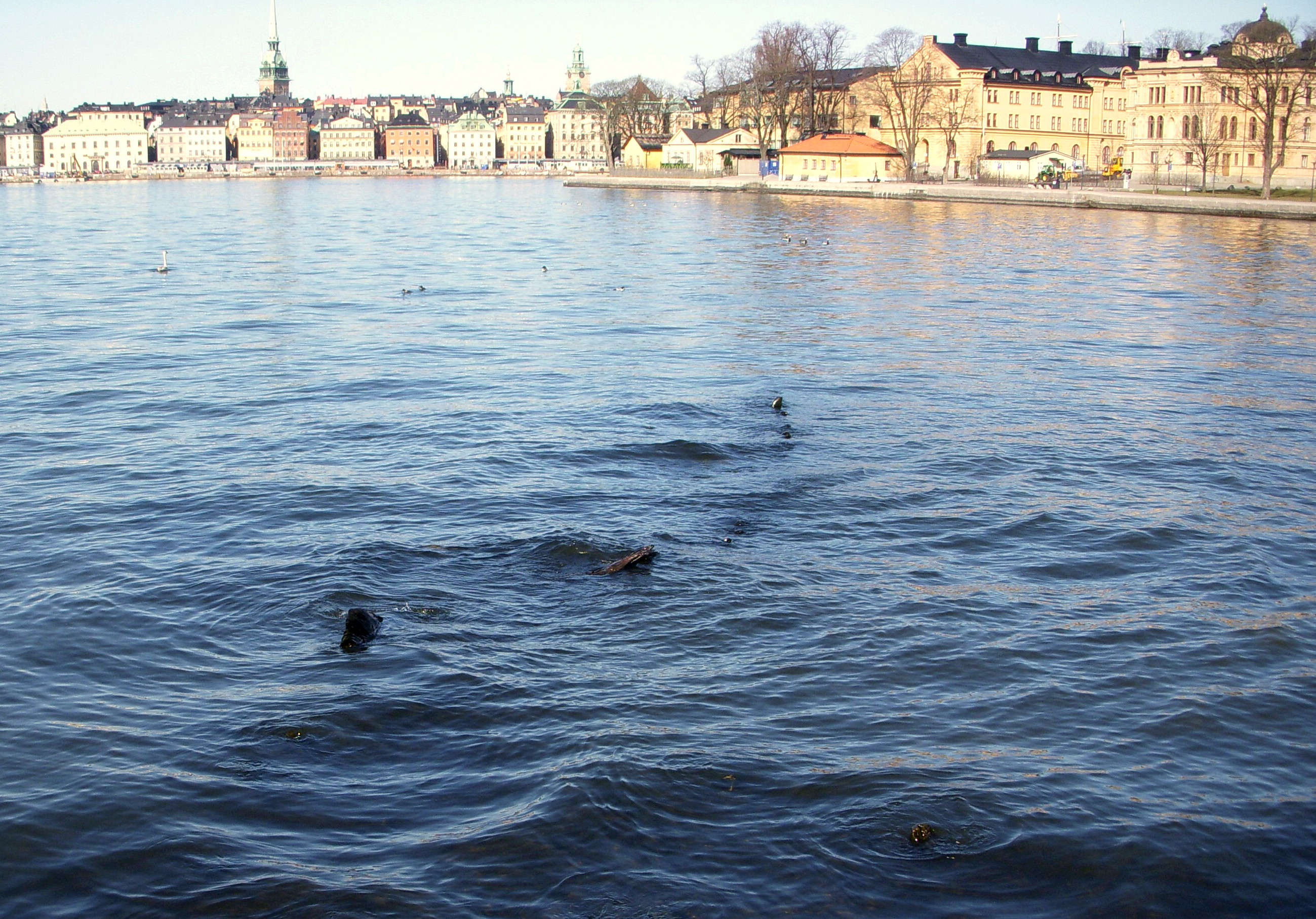
Vraket i april 2009.

Vraket är beläget utanför Kastellholmens västra strand, strax intill kajkanten. Skeppet ligger med fören mot stranden och är cirka 32 meter långt och 6,5 meter brett. Efter att arkeologer från Sjöhistoriska museet undersökt vraket i mars 2013 tror de att det kan röra sig om danska skeppet Graa Ulv, som benämns ”nedersjunken” 1670. Graa Ulv byggdes i Neustadt i Holstein 1642.  Mellan 1641 och 1669 byggdes här flera danska krigsfartyg, bland dem Trefoldighed (1642), Røde Raev (1647), Frederik (1649), Prins Christian (1665) och Håbet (1669).
Graa Ulv erövrades från danskarna i slaget vid Ebeltoftviken den 23 juli 1659 och var sedan i svensk tjänst under namnet Grå ulven. Om det rör sig om Graa Ulv var skeppet ursprungligen 37,8 meter långt och 8,3 meter brett (alltså lite mer än hälften av regalskeppet Vasas längd) och var bestyckat med 30 kanoner.
Forskarna har hittat kanonkulor i skeppets skrov och tagit träprover som skickats till Danmark för dendrokronologisk analys. Enligt experter från Sjöhistoriska museet råder det ingen tvekan om att det rör sig om ett örlogsfartyg. Skrovet har av allt att döma sänkts genom att det fyllts med sten, för att fungera som fundament för en tidigare bro som funnits mellan Skeppsholmen och Kastellholmen.
I mars 2013 syntes vraket ovanligt väl då vattenståndet i Saltsjön var särdeles lågt. Delar av vraket har också stuckit upp över ytan bland annat i april 2009 och på 1940-talet.

## Bilder

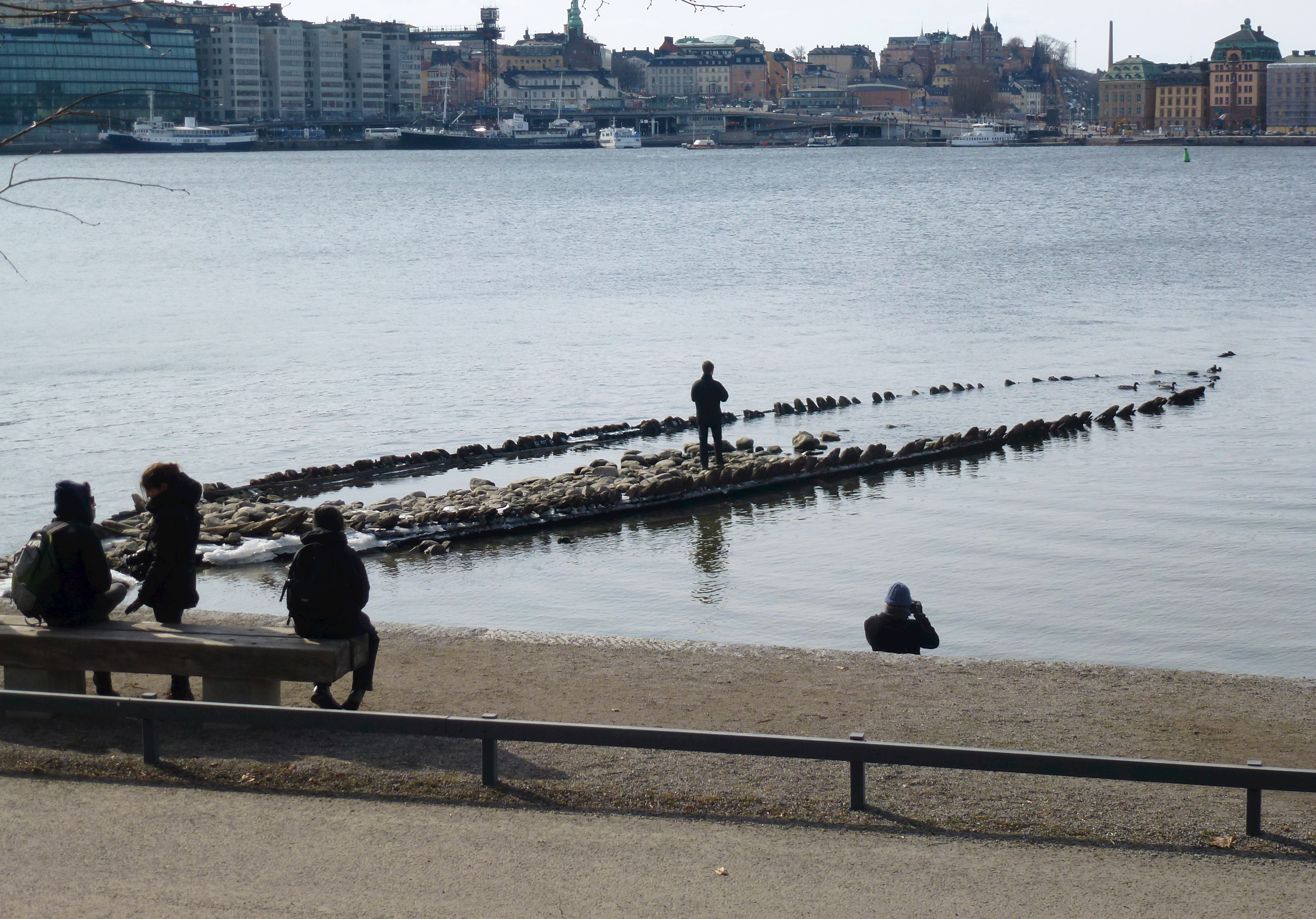
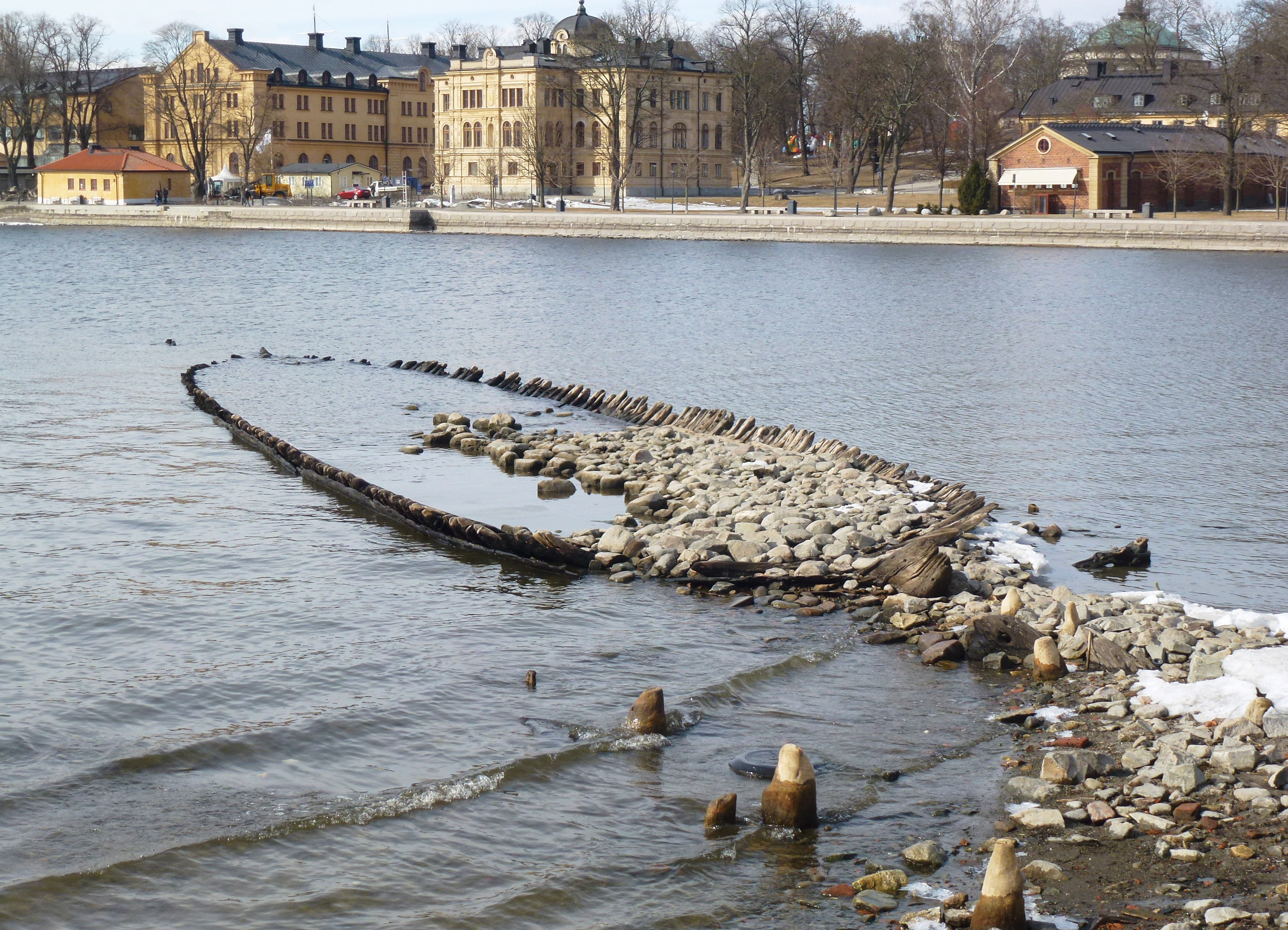
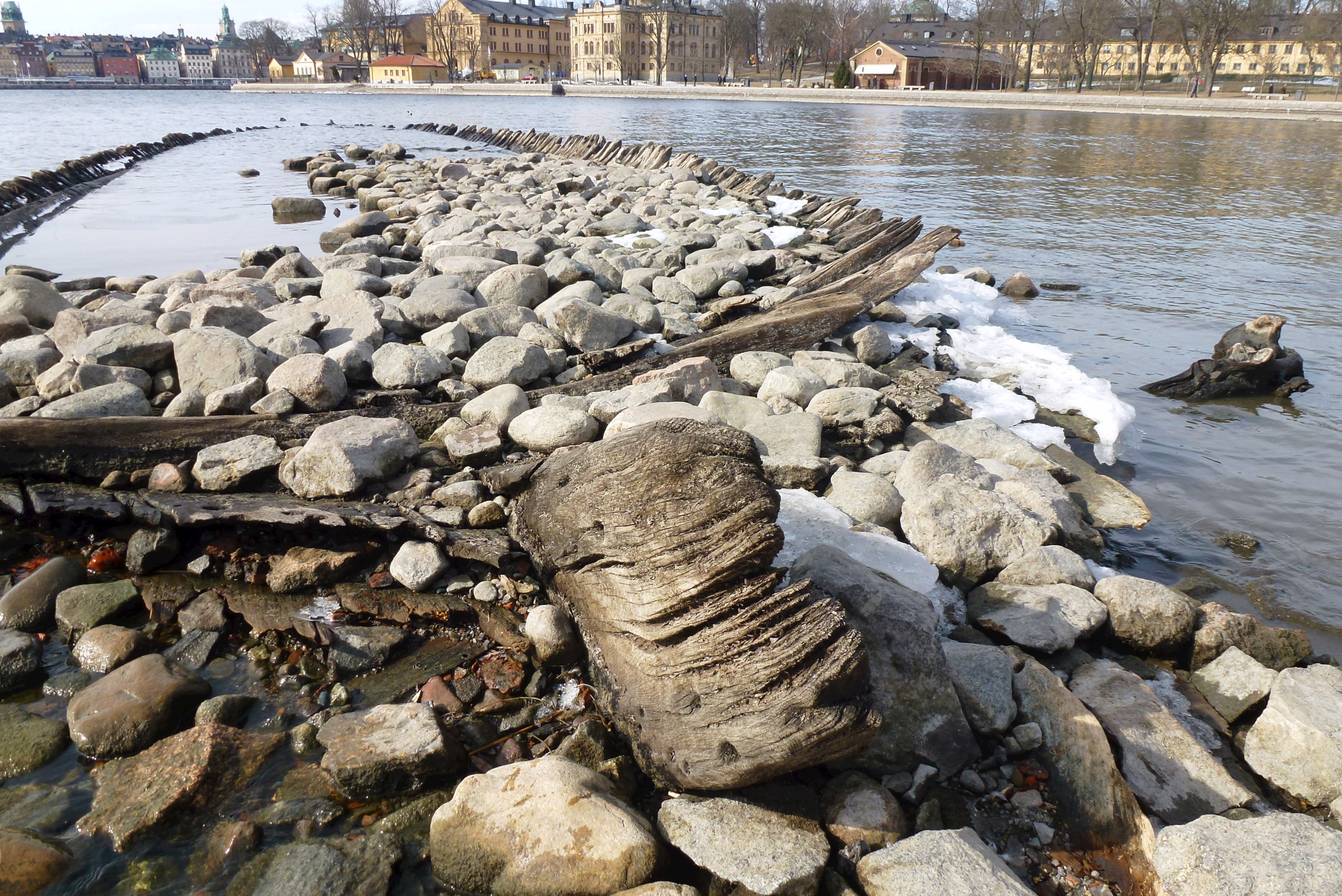
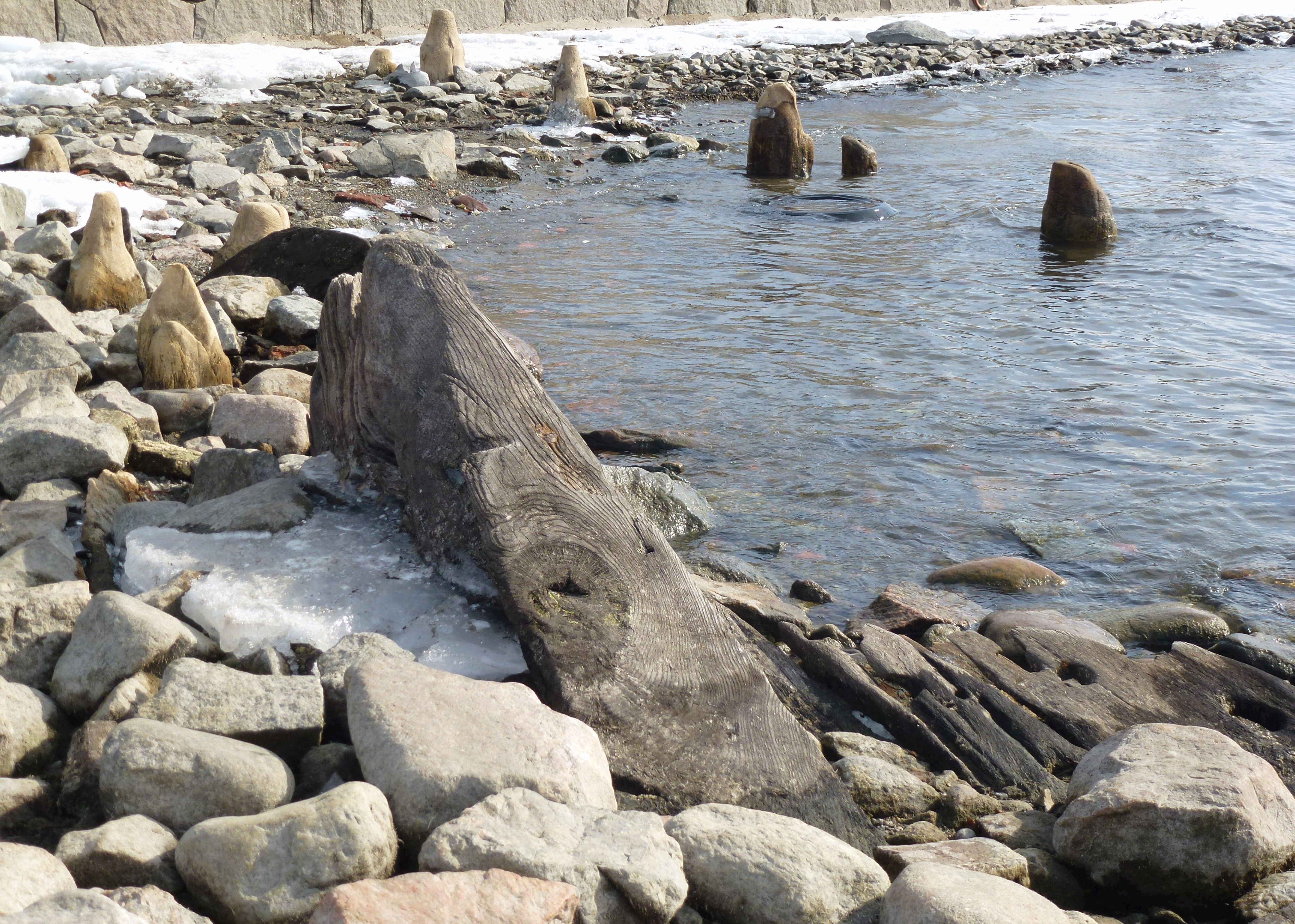
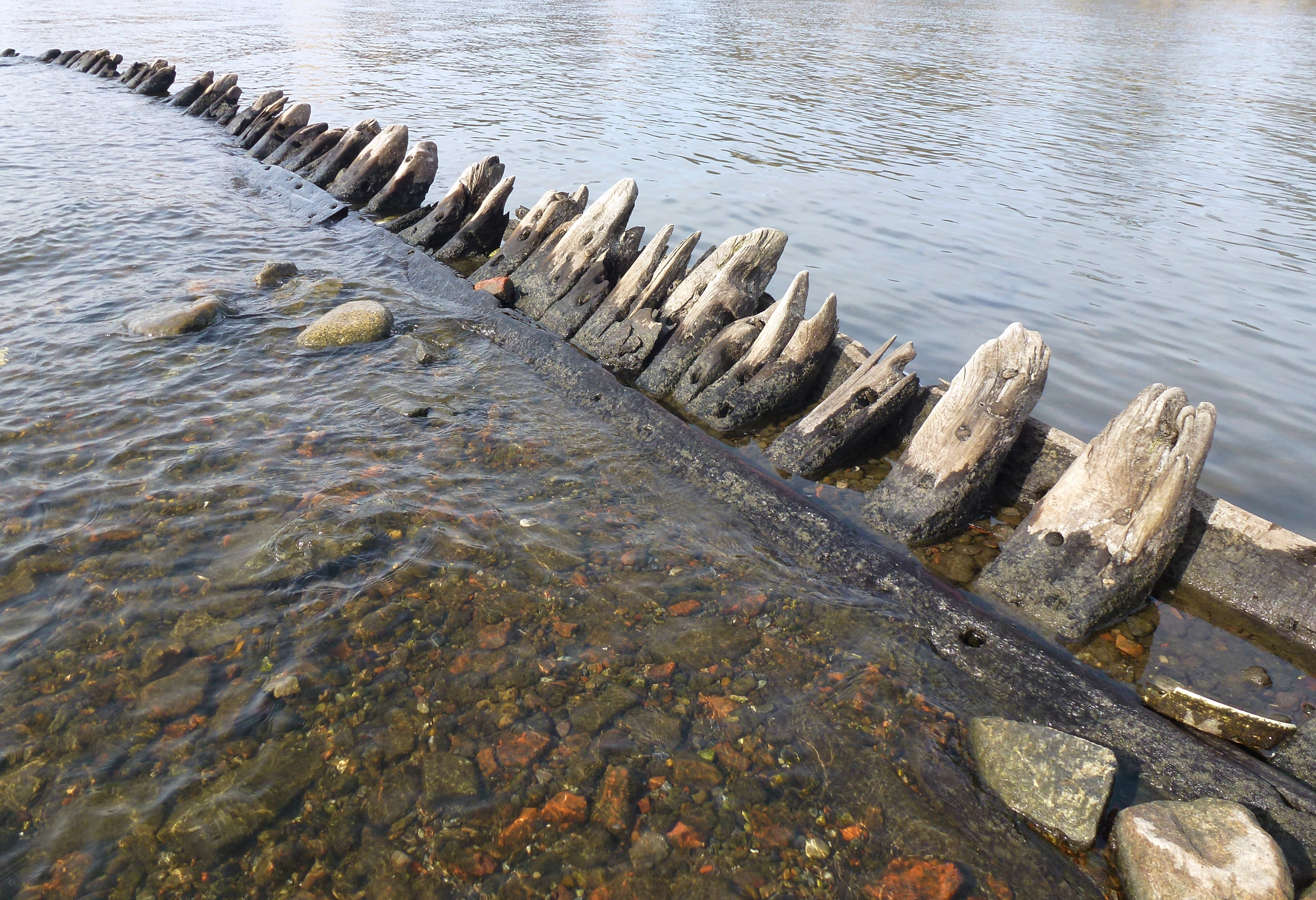
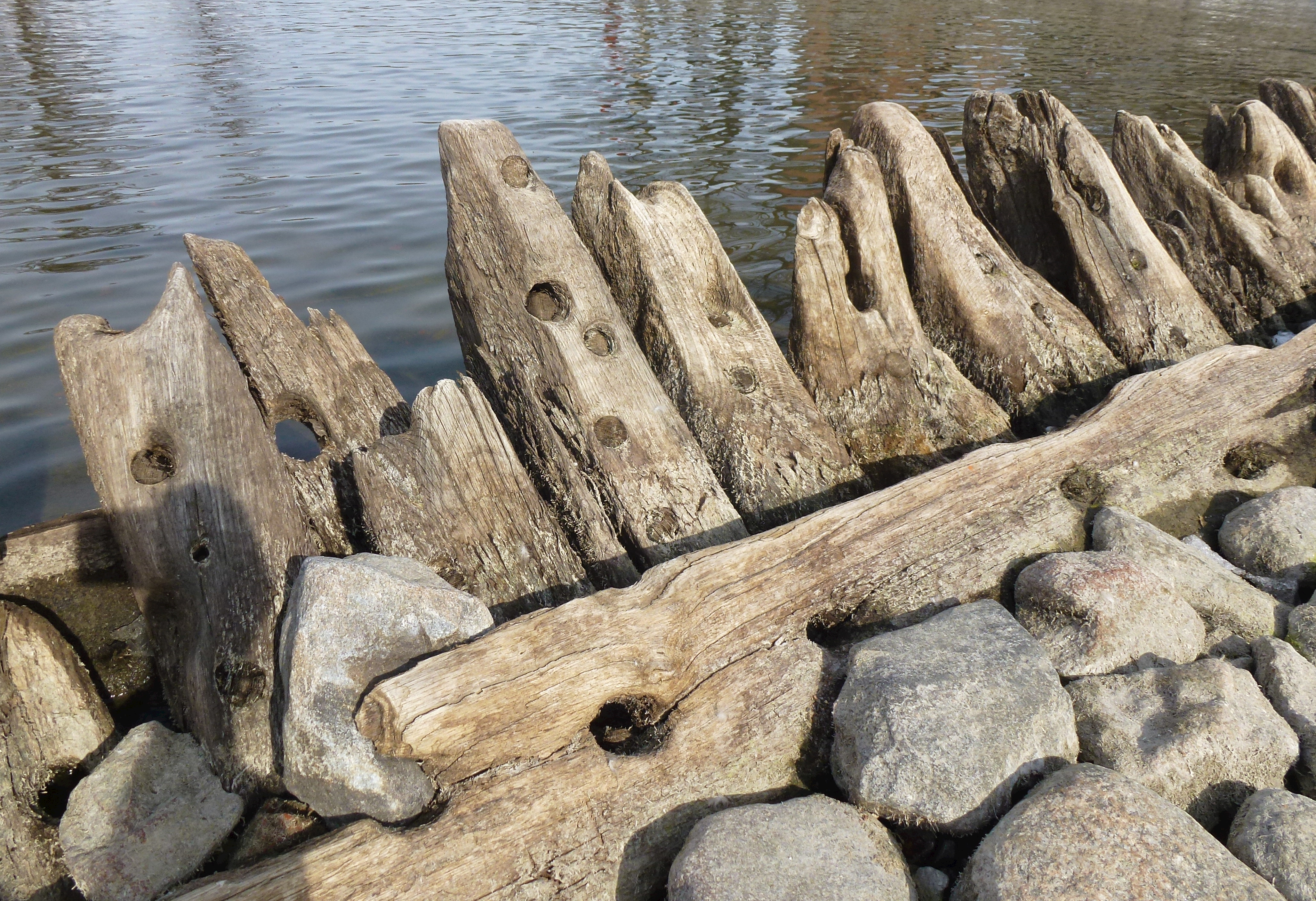
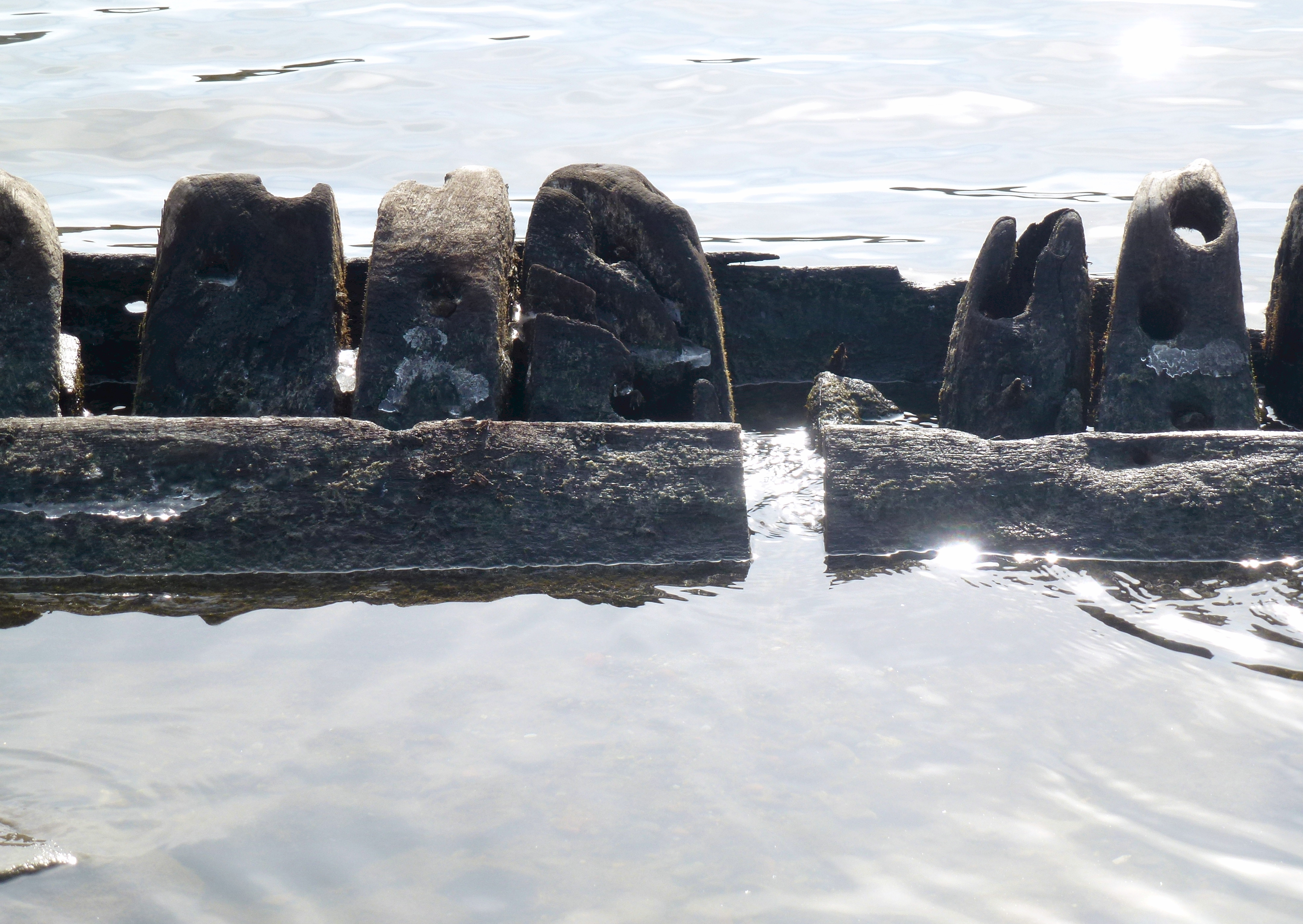
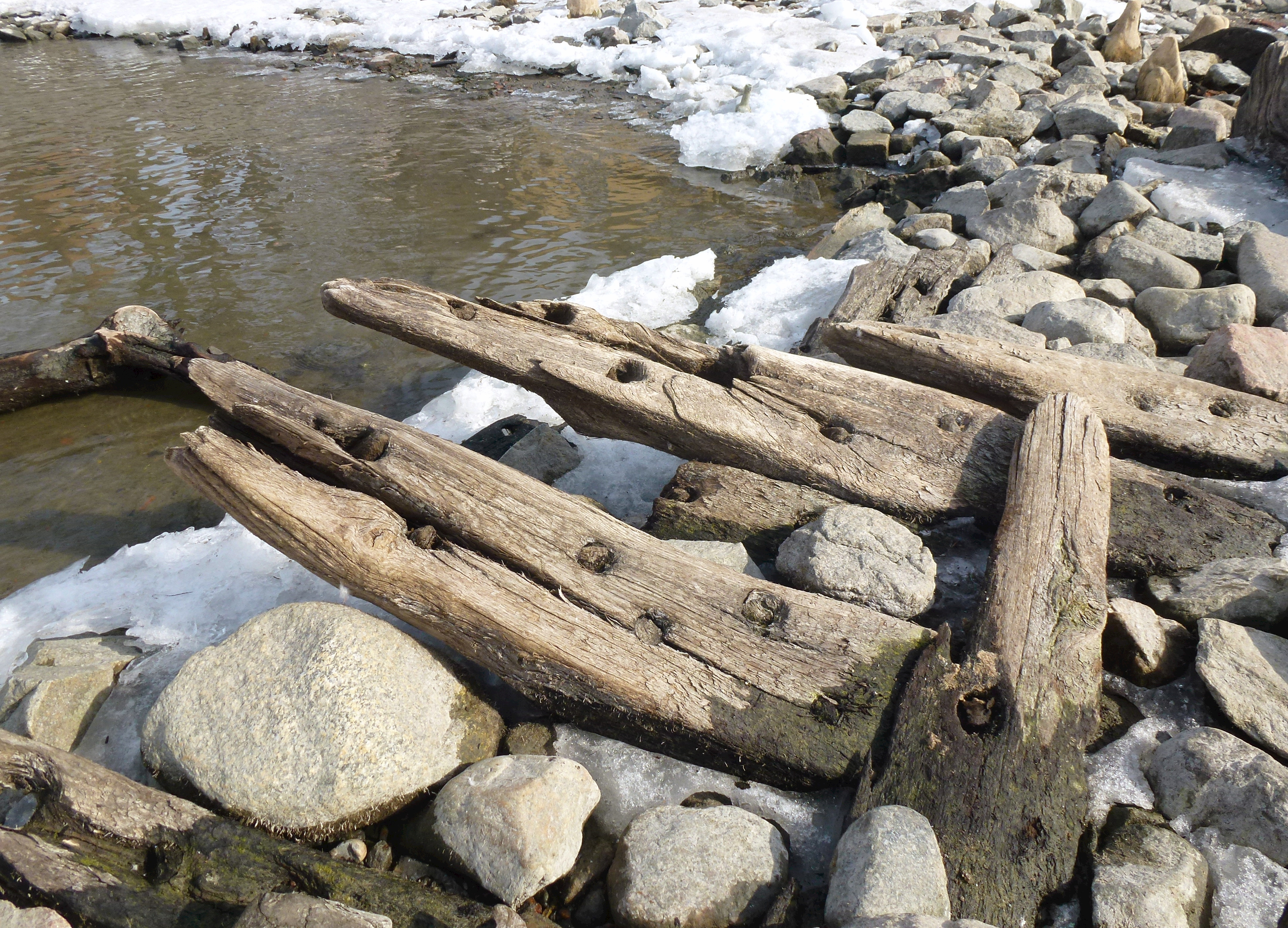